# Lijst van voetbalinterlands Ecuador - Polen
Deze lijst van voetbalinterlands is een overzicht van alle officiële voetbalwedstrijden tussen de nationale teams van Ecuador en Polen. De landen speelden tot op heden drie keer tegen elkaar. De eerste ontmoeting, een vriendschappelijke interland, werd gespeeld in Barcelona (Spanje) op 13 november 2005. Het laatste duel, eveneens een vriendschappelijke wedstrijd, vond plaats op 12 oktober 2010 in Montreal (Canada).

## Wedstrijden
| № | Plaats        | Datum            | Competitie        | Wedstrijd       | Uitslag |
| - | ------------- | ---------------- | ----------------- | --------------- | ------- |
| 1 | Barcelona     | 13 november 2005 | Vriendschappelijk | Ecuador – Polen | 0 – 3   |
| 2 | Gelsenkirchen | 9 juni 2006      | WK 2006           | Polen – Ecuador | 0 – 2   |
| 3 | Montreal      | 12 oktober 2010  | Vriendschappelijk | Ecuador – Polen | 2 – 2   |

## Samenvatting
| Competitie        | Totaal gespeeld | Winst Ecuador | Gelijk | Winst Polen | Doelsaldo Ecuador – Polen |
| ----------------- | --------------- | ------------- | ------ | ----------- | ------------------------- |
| WK-eindronde      | 1               | 1             | 0      | 0           | 2 − 0                     |
| Vriendschappelijk | 2               | 0             | 1      | 1           | 2 − 5                     |
| Totaal            | 3               | 1             | 1      | 1           | 4 − 5                     |

Wedstrijden bepaald door strafschoppen worden, in lijn met de FIFA, als een gelijkspel gerekend.

## Details

### Eerste ontmoeting
| Vriendschappelijk (Barcelona, Spanje, 13 november 2005): |              | |
| Polen | 3 – 0        | Ecuador |
| Tomasz Kłos 2' Euzebiusz Smolarek 58' Sebastian Mila 90' | goals        | |
| Paweł Janas | bondscoach   | Luis Fernando Suárez |
| Artur Boruc 66' Marcin Baszczyński Tomasz Kłos 46' Mariusz Jop Michał Żewłakow 46' Kamil Kosowski 61' Radosław Sobolewski Arkadiusz Radomski Jacek Krzynówek 81' Euzebiusz Smolarek Tomasz Frankowski | opstellingen | Damián Lanza 79' Ulises de la Cruz José Luis Cortéz Segundo Castillo 65' Paul Ambrossi 73' Edison Méndez 56' Luis Antonio Valencia Marlon Ayoví 75' Edwin Tenorio Agustín Delgado 56' Félix Borja |
| Jacek Bąk 46' Tomasz Rząsa 46' Grzegorz Rasiak 61' Jerzy Dudek 66' Sebastian Mila 81' | wissels      | 56' Walter Calderón 56' Néicer Reasco 65' Jorge Guagua 73' Cristián Lara 75' Moisés Candelario 79' Luis Saritama                                                                                  |
| Jacek Krzynówek 22' | gele kaarten | 39' Segundo Castillo 64' Damián Lanza |
| - Jacek Krzynówek mist namens Polen een strafschop in de 64ste minuut. |              | |

### Tweede ontmoeting
| WK 2006 (Gelsenkirchen, Duitsland, 9 juni 2006): |              | |
| Polen | 0 – 2        | Ecuador |
| | goals        | 24' Carlos Tenorio 80' Agustín Delgado |
| Paweł Janas | bondscoach   | Luis Fernando Suárez |
| Artur Boruc Mariusz Jop Marcin Baszczyński Jacek Bąk Radosław Sobolewski 67' Jacek Krzynówek 78' Maciej Żurawski 83' Mirosław Szymkowiak Michał Żewłakow Ebi Smolarek Arek Radomski | opstellingen | Cristian Mora 69' Iván Hurtado Ulises de la Cruz Edison Méndez 83' Agustín Delgado Segundo Castillo Luis Antonio Valencia Giovanny Espinoza Neicer Reasco Edwin Tenorio 65' Carlos Tenorio |
| Ireneusz Jeleń 67' Kamil Kosowski 78' Paweł Brożek 83' | wissels      | 65' Iván Kaviedes 69' Jorge Guagua 83' Patricio Urrutia |
| Ebi Smolarek 37' | gele kaarten | 31' Iván Hurtado 70' Edison Méndez |

### Derde ontmoeting
| Vriendschappelijk (Montreal, Canada, 12 oktober 2010): |              | |
| Ecuador | 2 – 2        | Polen |
| Cristian Benítez 32' Cristian Benítez 78' | goals        | 61' Euzebiusz Smolarek 70' Ludovic Obraniak |
| Reinaldo Rueda | bondscoach   | Franciszek Smuda |
| Máximo Bangüera Luis Armando Checa Jairo Campos Tilson Minda Walter Ayoví Juan Carlos Paredes Christian Noboa Joffre Guerrón 85' Michael Arroyo Luis Saritama Cristian Benítez | opstellingen | Przemysław Tytoń 61' Łukasz Piszczek Kamil Glik Michał Żewłakow Łukasz Mierzejewski 68' Euzebiusz Smolarek Rafał Murawski Hubert Wołąkiewicz Ludovic Obraniak 82' Adrian Mierzejewski 88' Robert Lewandowski |
| Isaac Miña 85' | wissels      | 61' Artur Jędrzejczyk 68' Kamil Grosicki 82' Radosław Majewski 88' Andrzej Niedzielan |
| Tilson Minda 72' | gele kaarten | |
| - Debuut van Artur Jędrzejczyk (Legia Warschau) en Hubert Wołąkiewicz (Lechia Gdańsk) voor Polen.                                                                              |              | |

FEF · A-internationals · Bondscoaches · Selecties · Statistieken · Ecuadoraans vrouwenelftal · Olympisch elftal · Ecuador U21 · Ecuador U20 · Ecuador U18 · Ecuador U17
1938 – 1949 ·
1950 – 1959 ·
1960 – 1969 ·
1970 – 1979 ·
1980 – 1989 ·
1990 – 1999 ·
2000 – 2009 ·
2010 – 2019 ·
2020 − 2029
WK 2002 · 
WK 2006 · 
WK 2014
1938 · 
1939 · 
1940 · 
1941 · 
1942 · 
1943 · 1944 · 
1945 · 
1946 · 
1947 · 
1948 · 
1949 · 
1950 · 1951 · 1952 · 
1953 · 
1954 · 
1955 · 
1956 · 
1957 · 
1958 · 
1959 · 
1960 · 
1961 · 1962 · 
1963 · 
1964 · 
1965 · 
1966 · 
1967 · 1968 · 
1969 · 
1970 · 
1971 · 
1972 · 
1973 · 
1974 · 
1975 · 
1976 · 
1977 · 
1978 · 
1979 · 
1980 · 
1981 · 
1982 · 
1983 · 
1984 · 
1985 · 
1986 · 
1987 · 
1988 · 
1989 · 
1990 · 
1991 · 
1992 · 
1993 · 
1994 · 
1995 · 
1996 · 
1997 · 
1998 · 
1999 · 
2000 · 
2001 · 
2002 · 
2003 · 
2004 · 
2005 · 
2006 · 
2007 · 
2008 · 
2009 · 
2010 · 
2011 · 
2012 · 
2013 · 
2014 · 
2015 · 
2016 · 
2017 ·
2018 ·
2019 ·
2020 ·
2021 ·
2022
Argentinië ·
Armenië ·
Australië ·
Bolivia · 
Brazilië ·
Bulgarije ·
Canada ·
Chili ·
Colombia ·
Costa Rica ·
Cuba ·
Denemarken ·
DDR ·
Duitsland ·
El Salvador ·
Engeland ·
Estland ·
Finland ·
Frankrijk ·
Griekenland ·
Guatemala ·
Haïti ·
Honduras ·
Ierland ·
Irak ·
Iran ·
Italië ·
Jamaica ·
Japan ·
Joegoslavië ·
Jordanië ·
Kaapverdië ·
Koeweit ·
Kroatië · 
Libanon ·
Mexico ·
Nederland ·
Nigeria ·
Noord-Macedonië ·
Oeganda ·
Oman ·
Panama ·
Paraguay ·
Peru ·
Polen ·
Portugal ·
Qatar ·
Roemenië ·
Saoedi-Arabië ·
Schotland ·
Senegal ·
Spanje ·
Trinidad en Tobago ·
Turkije · 
Uruguay ·
Venezuela ·
Verenigde Staten ·
Wit-Rusland ·
Zambia ·
Zuid-Afrika ·
Zuid-Korea ·
Zweden ·
Zwitserland
Costa Rica (2006) · 
Duitsland (2006) · 
Engeland (2006) · 
Frankrijk (2014) · 
Honduras (2014) · 
Nederland (2022) · 
Polen (2006) · 
Qatar (2022) · 
Zwitserland (2014)
Poolse voetbalbond · A-internationals · Selecties · Statistieken · Pools vrouwenelftal · Olympisch elftal · Polen U21 · Polen U20 · Polen U19 · Polen U18 · Polen U17 · Polen U16
1921 – 1929 ·
1930 – 1939 ·
1940 – 1949 ·
1950 – 1959 ·
1960 – 1969 ·
1970 – 1979 ·
1980 – 1989 ·
1990 – 1999 ·
2000 – 2009 ·
2010 – 2019 ·
2020 – 2029
EK 2008 · 
EK 2012 · 
EK 2016 · 
EK 2020
WK 1938 ·
WK 1974 ·
WK 1978 ·
WK 1982 ·
WK 1986 ·
WK 2002 ·
WK 2006 ·
WK 2018
OS 1924 ·
OS 1936 ·
OS 1972 ·
OS 1976 ·
OS 1992
1921 · 
1922 · 
1923 · 
1924 · 
1925 · 
1926 · 
1927 · 
1928 · 
1929 · 
1930 · 
1931 · 
1932 · 
1933 · 
1934 · 
1935 · 
1936 · 
1937 · 
1938 · 
1939 · 
1940–1946 · 
1947 · 
1948 · 
1949 · 
1950 · 
1951 · 
1952 · 
1953 · 
1954 · 
1955 · 
1956 · 
1957 · 
1958 · 
1959 · 
1960 · 
1961 · 
1962 · 
1963 · 
1964 · 
1965 · 
1966 · 
1967 · 
1968 · 
1969 · 
1970 · 
1971 · 
1972 · 
1973 · 
1974 · 
1975 · 
1976 · 
1977 · 
1978 · 
1979 · 
1980 · 
1981 · 
1982 · 
1983 · 
1984 · 
1985 · 
1986 · 
1987 · 
1988 · 
1989 · 
1990 · 
1991 · 
1992 · 
1993 · 
1994 · 
1995 · 
1996 · 
1997 · 
1998 · 
1999 · 
2000 · 
2001 · 
2002 · 
2003 · 
2004 · 
2005 · 
2006 · 
2007 · 
2008 · 
2009 · 
2010 · 
2011 · 
2012 · 
2013 · 
2014 ·
2015 ·
2016 ·
2017 ·
2018 ·
2019 ·
2020 ·
2021
Albanië ·
Algerije ·
Andorra ·
Argentinië ·
Armenië ·
Australië ·
Azerbeidzjan ·
België ·
Bolivia ·
Bosnië en Herzegovina ·
Brazilië ·
Bulgarije ·
Canada ·
Chili ·
China ·
Colombia ·
Costa Rica ·
Cyprus ·
DDR ·
Denemarken ·
Duitsland ·
Ecuador ·
Egypte ·
Engeland ·
Estland ·
Faeröer · 
Finland ·
Frankrijk ·
Georgië ·
Gibraltar ·
Griekenland ·
Guatemala ·
Haïti ·
Hongarije ·
Ierland ·
India ·
Irak ·
Iran ·
Israël ·
Italië ·
Ivoorkust ·
IJsland ·
Japan ·
Joegoslavië ·
Kameroen ·
Kazachstan ·
Koeweit ·
Kroatië ·
Letland ·
Libië ·
Liechtenstein ·
Litouwen ·
Luxemburg ·
Marokko ·
Malta ·
Mexico ·
Moldavië ·
Montenegro ·
Nederland ·
Nieuw-Zeeland ·
Nigeria ·
Noord-Ierland ·
Noord-Korea ·
Noord-Macedonië ·
Noorwegen ·
Oekraïne ·
Oostenrijk ·
Peru ·
Portugal ·
Roemenië ·
Rusland ·
San Marino ·
Saoedi-Arabië · 
Schotland ·
Senegal ·
Servië ·
Servië en Montenegro · 
Singapore ·
Slovenië ·
Slowakije ·
Sovjet-Unie ·
Spanje ·
Thailand · 
Tsjechië ·
Tsjecho-Slowakije ·
Tunesië ·
Turkije ·
Uruguay ·
Verenigde Arabische Emiraten ·
Verenigde Staten ·
Wales ·
Wit-Rusland ·
Zuid-Afrika ·
Zuid-Korea ·
Zweden ·
Zwitserland
België (1982) ·
Colombia (2018) ·
Costa Rica (2006) ·
Duitsland (2006) ·
Duitsland (2008) ·
Duitsland (2016) ·
Ecuador (2006) ·
Frankrijk (1982) ·
Frankrijk (2022) ·
Griekenland (2012) ·
Italië (1982, 1) ·
Italië (1982, 2) ·
Japan (2018) ·
Kameroen (1982) ·
Kroatië (2008) ·
Noord-Ierland (2016) ·
Oostenrijk (2008) ·
Peru (1982) ·
Rusland (2012) ·
Senegal (2018) ·
Slowakije (2021) ·
Sovjet-Unie (1982) ·
Spanje (2021) ·
Tsjechië (2012) ·
Zweden (2021)